# Kim Sang-uk
Kim Sang-uk (korejsky 김상욱, anglický přepis: Kim Sang-wook; * 21. dubna 1988, Soul) je jihokorejský lední hokejista, který hraje na pozici útočníka v jihokorejském klubu Anyang Halla a také reprezentuje Jižní Koreu v přátelských utkáních. Svojí profesionální kariéru odstartoval už v roce 2010.